# Qingshui Jiang (vattendrag i Kina, Guangxi)
Qingshui Jiang är ett vattendrag i Kina. Det ligger i den autonoma regionen Guangxi, i den södra delen av landet, omkring 110 kilometer nordost om regionhuvudstaden Nanning.
Genomsnittlig årsnederbörd är 1 993 millimeter. Den regnigaste månaden är juni, med i genomsnitt 358 mm nederbörd, och den torraste är oktober, med 45 mm nederbörd.